# TM and Cult Mania
TM and Cult Mania es un libro escrito por Michael Persinger, Normand Carrey y Lynn Suess, publicado en 1980 por Christopher Publishing House. Analiza las afirmaciones del movimiento de meditación trascendental desde una perspectiva científica; reconoce que quienes la practican experimentan relajación e incremento en la creatividad. Según el libro, los efectos psicológicos reportados en los estudios científicos que han abordado las técnicas son relativamente pequeños y «no más efectivos que muchas otras técnicas de meditación».
Los autores han planteado que la «meditación trascendental logró reconocimiento internacional gracias a la explotación comercial» y «pobres procedimientos científicos», además de que «son banales los efectos reportados de la [técnica] en el comportamiento humano. Considerando la presunta potencia del método, los cambios en las mediciones psicológicas y del comportamiento son notablemente insignificantes». TM and Cult Mania concluye que «el movimiento de meditación trascendental ha utilizado a la ciencia como una farsa para la propaganda».
Phil Freshman para el Los Angeles Times afirmó sobre la obra: «Utilizando una lógica sólida y un humor chispeante, un trío de investigadores canadienses desinfla contundentemente la meditación trascendental; destacan las transparencias de sus afirmaciones y advierten sobre los peligros latentes para quienes tienen problemas de salud mental». Por su parte, John Horgan en su libro Rational Mysticism señala que, aunque Persinger se dice neutral hacia las creencias religiosas, en realidad es más parcial que otros neuroteólogos y que sus dos libros «arrojan las creencias religiosas y prácticas espirituales bajo una luz psicopatológica».